# Раян Філіпп
Раян Філіпп (фр. Rayan Philippe, нар. 23 жовтня 2000, Ніцца) — французький футболіст, нападник німецького «Айнтрахта» (Брауншвейг).
Виступав за юнацьку збірну Франції.

## Клубна кар'єра
Народився 23 жовтня 2000 року в Ніцці. Вихованець юнацьких команд низки футбольних клубів, а 2015 року перейшов до структури «Діжона».
З 2017 року почав грати за другу команду останнього клубу, а з 2019 року почав долучатися до лав головної команди «Діжона». 2020 року віддавався в оренду спочатку до третьолігового «Тулона», а згодом до друголігового «Нансі».
2021 року уклав контракт з люксембурзьким «Свіфтом». У сезоні 2022/23 відзначився 29-ма голами, ставши найкращим бомбардиром місцевої футбольної першості і допомігши команді здобути титул чемпіона Люксембургу. 
У липні 2023 року перейшов до німецького «Айнтрахта» (Брауншвейг).

## Виступи за збірну
2020 року провів дві гри у складі юнацької збірної Франції (U-20).

## Статистика виступів

### Статистика клубних виступів
Станом на 16 квітня 2023
| Сезон               | Команда             | Чемпіонат           | Чемпіонат | Чемпіонат | Національний кубок | Національний кубок | Національний кубок | Континентальні кубки | Континентальні кубки | Континентальні кубки | Інші змагання | Інші змагання | Інші змагання | Усього | Усього | Усього |
| Сезон               | Команда             | Ліга                | Ігор      | Голів     | Ліга               | Ігор               | Голів              | Ліга                 | Ігор                 | Голів                | Ліга          | Ігор          | Голів         | Ігор   | Голів  |        |
| ------------------- | ------------------- | ------------------- | --------- | --------- | ------------------ | ------------------ | ------------------ | -------------------- | -------------------- | -------------------- | ------------- | ------------- | ------------- | ------ | ------ | ------ |
| 2017–18             | «Діжон-2»           | АЧФ2                | 6         | 1         |                    | -                  | -                  |                      | -                    | -                    |               | -             | -             | 6      | 1      |        |
| 2018–19             | «Діжон-2»           | АЧФ2                | 15        | 1         |                    | -                  | -                  |                      | -                    | -                    |               | -             | -             | 15     | 1      |        |
| 2019-січ. 2020      | «Діжон-2»           | АЧФ2                | 12        | 8         |                    | -                  | -                  |                      | -                    | -                    |               | -             | -             | 12     | 8      |        |
| 2019-січ. 2020      | «Діжон»             | Л1                  | 1         | 0         | КФ+КЛ              | 0                  | 0                  |                      | -                    | -                    |               | -             | -             | 1      | 0      |        |
| січ.-черв. 2020     | «Тулон»             | Н                   | 5         | 1         | КФ                 | 0                  | 0                  |                      | -                    | -                    |               | -             | -             | 5      | 1      |        |
| 2020–21             | «Діжон-2»           | АЧФ2                | 1         | 0         |                    | -                  | -                  |                      | -                    | -                    |               | -             | -             | 1      | 0      |        |
| Усього за «Діжон-2» | Усього за «Діжон-2» | Усього за «Діжон-2» | 34        | 10        |                    | -                  | -                  |                      | -                    | -                    |               | -             | -             | 34     | 10     |        |
| 2020–21             | «Діжон»             | Л1                  | 4         | 1         | КФ                 | 0                  | 0                  |                      | -                    | -                    |               | -             | -             | 4      | 1      |        |
| Усього за «Діжон»   | Усього за «Діжон»   | Усього за «Діжон»   | 5         | 1         |                    | -                  | -                  |                      | -                    | -                    |               | -             | -             | 5      | 1      |        |
| 2020–21             | «Нансі»             | Л2                  | 15        | 1         | КФ                 | -                  | -                  |                      | -                    | -                    |               | -             | -             | 15     | 1      |        |
| 2021–22             | «Свіфт»             | ЧЛ                  | 15        | 7         | КЛ                 | 0                  | 0                  |                      | -                    | -                    |               | -             | -             | 15     | 7      |        |
| 2022–23             | «Свіфт»             | ЧЛ                  | 26        | 27        | КЛ                 | 1                  | 1                  |                      | -                    | -                    |               | -             | -             | 27     | 28     |        |
| Усього за «Свіфт»   | Усього за «Свіфт»   | Усього за «Свіфт»   | 41        | 34        |                    | 1                  | 1                  |                      | -                    | -                    |               | -             | -             | 42     | 35     |        |
| Усього за кар'єру   | Усього за кар'єру   | Усього за кар'єру   | 100       | 47        |                    | 1                  | 1                  |                      | -                    | -                    |               | -             | -             | 101    | 48     |        |

## Титули і досягнення
- Чемпіон Люксембургу (1):

«Свіфт»: 2022-2023